# Scopulariopsis chartarum
Scopulariopsis chartarum är en svampart som först beskrevs av G. Sm., och fick sitt nu gällande namn av F.J. Morton & G. Sm. 1963. Scopulariopsis chartarum ingår i släktet Scopulariopsis och familjen Microascaceae.   Inga underarter finns listade i Catalogue of Life.